# Paweł Siedlik
Paweł Siedlik (ur. 29 maja 1959 roku w Gałkówku) – polski aktor filmowy, teatralny i głosowy, a także reżyser teatralny, scenarzysta oraz lektor telewizyjny. 

## Życiorys
W 1986 roku ukończył studia na wydziale aktorskim PWSFTviT w Łodzi, rok później uzyskał dyplom.
Jako wykładowca na stanowisku profesora nadzwyczajnego pracuje w Państwowej Wyższej Szkole Filmowej, Telewizyjnej i Teatralnej im. Leona Schillera w Łodzi oraz Akademii Humanistyczno-Ekonomicznej w Łodzi. Jako scenarzysta i reżyser jest twórcą filmów i programów edukacyjnych, z których większość powstała w Wytwórni Filmów Oświatowych w Łodzi. Jako lektor i reżyser dubbingów współpracował z Polskim Radiem i innymi studiami dźwiękowymi. Jako aktor występował na scenach teatrów w Łodzi oraz współpracował z legendarnym Teatrem 77. Stworzył autorski program kształcenia studentów Wydziału Aktorskiego Państwowej Wyższej Szkoły Filmowej, Telewizyjnej i Teatralnej im. Leona Schillera w Łodzi w pracy przed kamerą. Z ramienia Ministra Kultury i Dziedzictwa Narodowego został powołany do Rady Programowej Narodowego Centrum Kultury Filmowej.
Wszedł w skład komitetu wspierającego kandydaturę Karola Nawrockiego na prezydenta RP w wyborach w 2025.

## Wybrana filmografia

### Role aktorskie
- 1990: W piątą stronę świata
- 1995: Grający z talerza jako pasażer

### Dubbing

#### Filmy animowane
- 2004: Dziadek do orzechów jako Ojciec / Kucharz
- 2004: Pinokio, przygoda w przyszłości jako Kolec

#### Seriale telewizyjne
- Mighty Morphin Power Rangers (sezon 3)
- Mighty Morphin Alien Rangers
- Power Rangers Zeo
- Power Rangers Turbo
- Power Rangers w Kosmosie

#### Seriale animowane
- Puchar Zoo
- Robin Hood jako Lord Alwin[4]
- Widget jako Widget (pierwsza wersja dubbingowa)
- Pole Position (serial animowany)
- Calineczka – lektor

### Lektor

#### Filmy animowane
- Czarnoksiężnik z Oz (wersja lektorska CANAL+)
- Bajka o krasnoludkach (Welpol, DVD)

#### Seriale animowane
- Piesek Poochini (Polsat)
- Tom i Jerry (EFV Welpol)
- Zwariowane melodie (EFV Welpol)[5]
- Listonosz Pat (EFV Welpol)
- Opowieści z Zielonego Lasu (TVN)
- ReBoot (wersja lektorska)
- Rycerze Zodiaku (RTL7)[4]
- Dr. Slump (RTL7)[6]
- Yaiba – legendarny samuraj (RTL7)
- Łowca dusz (RTL7)
- Bzikowersytet Animków (wersja lektorska, zwiastun, Cartoon Network)